# Liste der Kreisstraßen im Landkreis Märkisch-Oderland
Die Liste der Kreisstraßen im Landkreis Märkisch-Oderland ist eine Auflistung der Kreisstraßen im brandenburgischen Landkreis Märkisch-Oderland.

## Abkürzungen
- K: Kreisstraße
- L: Landesstraße

## Liste
Die Kreisstraßen behalten die ihnen zugewiesene Nummer nicht bei einem Wechsel in einen anderen Landkreis oder in eine kreisfreie Stadt. Nicht vorhandene bzw. nicht nachgewiesene Kreisstraßen werden in Kursivdruck gekennzeichnet, ebenso Straßen und Straßenabschnitte, die unabhängig vom Grund (Herabstufung zu einer Gemeindestraße oder Höherstufung) keine Kreisstraßen mehr sind. 
Der Straßenverlauf wird in der Regel von Nord nach Süd und von West nach Ost angegeben.
| Nr.    | Verlauf                                                                                     |
| ------ | ------------------------------------------------------------------------------------------- |
| K 6401 | Döbberin – Niederjesar –                                                                    |
| K 6402 | L 37 – in Dolgelin                                                                          |
| K 6403 | in Müncheberg – Eggersdorf (Müncheberg) – Kreisgrenze                                       |
| K 6404 | L 333 – Altbleyen – L 33 in Gorgast                                                         |
| K 6405 | L 333 – L 33 in Gorgast                                                                     |
| K 6406 | L 33 in Zechin – L 333 in Genschmar                                                         |
| K 6408 | L 34 in Neulewin – Neubarnim – L 336 – L 33 – Sietzing – K 6409 – Wuschewier – L 34         |
| K 6409 | K 6408 in Sietzing – Kiehnwerder – L 335 – Neu Rosenthal – in Platkow                       |
| K 6410 | in Kunersdorf – L 34 in Neutrebbin                                                          |
| K 6411 | L 33 – Beauregard – L 34 in Neulewin                                                        |
| K 6412 | L 28 in Altreetz – Neuwustrow – Altwustrow – Oder                                           |
| K 6413 | L 34 – Buckow – in Waldsieversdorf                                                          |
| K 6414 | L 33 in Strausberg – Klosterdorf – Ernsthof – Grunow – Ihlow – K 6415 – L 34 in Reichenberg |
| K 6415 | L 33 – K 6416 – Reichenow – K 6414 in Ihlow                                                 |
| K 6416 | L 33 – K 6415 in Reichenow                                                                  |
| K 6417 | L 233 in Garzau – Garzin – Liebenhof – Bergschäferei –                                      |
| K 6418 | L 34 in Hohenstein bei Strausberg – Gladowshöhe – L 233 in Garzau                           |
| K 6419 | L 303 – Strausberg – L 23 – L 233 in Rehfelde                                               |
| K 6420 | L 30 in Rüdersdorf bei Berlin – Alt Rüdersdorf – in Herzfelde                               |
| K 6421 | / in Vogelsdorf – L 302 – Kreisgrenze                                                       |
| K 6422 | / – Fredersdorf – K 6423 – L 30 – Petershagen – L 234 in Eggersdorf                         |
| K 6423 | L 30 in Fredersdorf – K 6422 in Fredersdorf                                                 |
| K 6425 | Altlandsberg – L 33 – Neuenhagen bei Berlin – L 338 – L 339 in Dahlwitz-Hoppegarten         |
| K 6426 | L 339 in Hönow – Landesgrenze – (Berlin)                                                    |
| K 6427 | L 235 in Wegendorf – Buchholz – L 30 in Altlandsberg                                        |
| K 6429 | L 236 in Beiersdorf – Kreisgrenze – (K 6001 im Landkreis Barnim)                            |
| K 6430 | L 341 in Brunow – in Leuenberg                                                              |
| K 6431 | (K 6006 im Landkreis Barnim) – Kreisgrenze – L 29 in Gersdorf                               |
| K 6432 | (K 6008 im Landkreis Barnim) – Kreisgrenze – in Falkenberg (Mark)                           |
| K 6435 | L 37 in Seelow – Friedersdorf –                                                             |
| K 6436 | in Bad Freienwalde (Oder) – L 28 – Altranft – Rathsdorf – – L 33 in Wriezen                 |